# Misono
Misono (13 de octubre de 1984 –), nacida Misono Koda (神田 美苑 Kōda Misono?), es una cantante de J-Pop originaria de la Prefectura de Kioto, Japón. Su estatura es de 1.54 metros.

## Historia

### Vida previa
Desde niña Misono dio sus primeros pasos en la música, siempre estando expuesta al ambiente artístico al interior de su familia. Ya desde los ocho años de edad comenzó a tomar clases de piano, y ya más grande en la secundaria comenzó a tomar clases de canto. Las experiencias de desde pequeña acompañando a su madre y hermana a cástines y audiciones, donde buscaban oportunidades para convertirse en cantante, fue algo que se cree marcó a la joven Misono.
En el 2000, con dieciséis años y poco después de que su hermana más adelante conocida como Kumi Kōda se convirtiera en la ganadora de la audición avex dream 2000 organizado por Avex buscando nuevos talentos, Misono también decidió presentarse a uno de los cástines que se hicieron posteriormente dentro del mismo año, avex natsu yasumi audition -la audición de verano de Avex-, en el cual al igual que si hermana, también salió ganadora.

### Debut en day after tomorrow
En el 2001 la joven abandonó la casa de sus padres, y viajó a la capital de Tokio, en donde comenzó a entrenarse musicalmente, para poder estar mejor preparada. En abril del mismo año Misono se unió a como vocalista para la banda day after tomorrow, con los cuales debutó oficialmente en el mes de agosto. La banda recibió un gran apoyo por parte de su productor Mitsuru Igarashi, y también por parte de los ejecutivos de Avex, que tenían grandes expectativas para ellos y esperaban que se convirtieran en un éxito a gran escala, como pocos años atrás otras bandas del mismo sello como Every Little Thing y Do As Infinity lo habían conseguido. A finales de ese año day after tomorrow ganaba el Japan Record Award al Mejor Novato del Año, y en tiempos que procederían la banda se fue acostumbrando a gozar de un éxito estable. Se convirtió en un hábito que cada uno de los trabajos que lanzaban llegaran fácilmente a los puestos altos de las listas de Oricon en el verano del 2003, con dos de sus sencillos, "moon gate" y "Dear Friends/It's My Way" llegando al segundo lugar de las listas.
Tras haber lanzado bastantes sencillos, mini álbumes y álbumes de estudio, finalmente day after tomorrow terminó su actividad en julio del 2005. Este año, posterior al escándalo provocado por el guitarrista de la banda Kitano junto con Sayaka Kanda, fue anunciado que los tres integrantes iban a continuar sus caminos en solitario. Se especularon que había ciertas rencillas al interior del grupo, pero ellos lo diciendo que a pesar de que se separaban seguían manteniendo buenas relaciones.

### Comienzo como solista
Su debut como solista lo realizó el 29 de marzo de 2006 con el lanzamiento de su primer sencillo, "VS", tema principal del videojuego de Nintendo DS Tales of the Tempest. El sencillo, que combinaba elementos mucho más cercanos a melodías pop rock comparado sus trabajos anteriores con day after tomorrow, y una imagen más de idol e infantil con el video musical y la sesión fotográfica del sencillo inspirada en la historia del cuento clásico infantil de Blancanieves, se convirtió en un éxito tal como se esperaba, debutando en el puesto n.º 4 de las listas semanales de Oricon en la primera semana que salió a la venta, llegando a vender más de treinta mil copias. En esta nueva faceta de Misono ha sido utilizado como enganche para el público utilizar elementos de cuentos y fábulas en su imagen, utilizó tanto en vídeos musicales, sesiones fotográficas y presentaciones elementos y personajes de famosas historias infantiles.
Para su segundo single en solitario, "Kojin Jugyō" -cover de la popular canción de los años setenta interpretado original por la banda Finger 5, banda que Misono considera una de sus favoritas, lanzado unos meses más tarde, fue utilizado como inspiración el cuento de La Cenicienta. El sencillo igualmente se creía que iba a tener un desempeño fuerte en las listas, pero finalmente vendió la mitad de lo que vendió su trabajo anterior, lo que lo muchos lo consideraron como un fracaso. Pero con el siguiente single lanzado al mercado, "SPEEDRIVE", inspirado en El patito feo y que también fue el primer tema que Misono interpretó en televisión en esta nueva etapa solista para ayudar a la promoción, las ventas bajaron de manera alarmante. Desde quince mil copias aproximadas alcanzadas por el sencillo anterior y haber llegado con suerte al nº 15 de las listas de Oricon, este último ni siquiera alcanzó a entrar al Top 20 de la lista, con ventas que no lograron superar la barrera de las diez mil copias.

### El sobrepeso
La popularidad de Misono ha ido descendiendo rotundamente desde su debut con day after tomorrow como una idol hasta sus más recientes trabajos, y el hecho que se cree es la principal causa es que su imagen se ha visto considerablemente dañada por el sobrepeso que Misono ha ido adquiriendo desde que debutó en solitario, y tanto es el nivel de esto que muchos incluso llegaron a considerarla incluso al borde de llegar a la obesidad. Debido a esto, en septiembre del 2006 misono decidió participar en un reality show de la cadena MTV de Japón donde comenzaría una dieta, transmitida a nivel nacional y controlada por la Beauty Clinic y dicho canal musical. Al comienzo de su dieta sus datos fueron registrados computacionalmente, presentando que desde 42kg que tenía al momento de comenzar su carrera solista, aumentó hasta llegar a los 56,2kg, aumentando su grasa corporal en un 32.1%. En octubre comenzó a transmitirse el programa, que fue llamado Girls meet Beauty, conducido por Yuri Takano.

### never+land
Para promocionar Girls meat Beauty, Misono por primera vez en toda su carrera dejó que su cuerpo fuera expuesto semidesnudo -en topless- en fotografías que aparecieron en afiches y revistas, hecho que también causó un gran impacto entre sus fanáticos y del entretenimiento japonés en general. Su cuarto single, titulado "Lovely Cat's Eye" fue, fue lanzado algunos meses después de este polémico hecho, y al igual que su primer single, fue utilizado para promocionar a Tales of the Tempest, y logró convertirse en un éxito moderado en las listas, recuperando el nivel de ventas alcanzando al menos por su segundo single.
Así continúo Misono hasta terminado su agitado año 2006, y sus actividades musicales se reanudaron ya en el segundo mes del 2007. Aquí vio la luz su primer single balada y también su primero de doble cara A, "Hot Time/ A. ~answer~", siendo el segundo tema principal de su reality show, y donde se le ve en la portada aparece en topless y considerablemente más delgada que en su anteriores fotografías de este tipo.
Tras haber lanzado ya cinco singles promocionales, a fines del mismo mes su primer álbum original de estudio, titulado "never+land", vio la luz. El álbum, igualmente orientado al género de cuentos y fábulas, no obtuvo ni la mitad del éxito que se esperaba para el primer álbum de una artista que anteriormente había gozado de mucha popularidad, debutando en el puesto n.º 20 en su primera semana en Oricon, con ventas iniciales de diez mil copias y media aproximadamente. Que varios de sus singles anteriormente lanzados hayan vendido más que el álbum debut puede explicarse tal vez en que no llamó mucho la atención en materia de promoción, aparte de que muchos de los temas presentes en el disco ya habían sido lanzadas en trabajos anteriores.
Para abril del mismo año había sido programado el lanzamiento de un álbum de covers de Misono, en el que se creía serían incluidos sus grabaciones de "Complicated" de Avril Lavigne y "TOMORROW" de Mayo Okamoto, aparte de un nuevo single titulado "Pochi", esperado para el mes de mayo. Sin embargo el primero fue posteriormente cancelado a finales de marzo; las razones de la cancelación se desconocen, aunque se infiere que haya sido debido al fracaso del primer álbum original de estudio. Finalmente solo "Pochi" vio la luz, siendo lanzado al mercado el 16 de mayo.

### El Rock Project
Tras estar 4 meses sin ningún nuevo trabajo, en septiembre de 2007 comienza un nuevo proyecto musical para misono: el denominado Rock Project, que consistiría en lanzamientos de varios sencillos Rock producidos por un artista distinto. El primero de estos sencillos fue "Zasetsu Chiten", producido por el músico Hidekazu Hinata -integrante de la banda japonesa Straightener-, que fue lanzado el 12 de septiembre. El 14 de noviembre de este mismo año fue lanzado el segundo single del proyecto, "Jūnin Toiro", producido por la banda GO!GO!7188; y el 30 de enero de 2008 es lanzado "Mugen Kigen", producido por Onsoku Line.
Para marzo del 2008 estaban también previstos los lanzamientos del cuarto y último single del Rock Project, "Ninin Sankyaku", y el segundo álbum original de estudio de Misono; sin embargo, por razones que no fueron aclarados, estos lanzamientos fueron cancelados hasta nuevo aviso. Finalmente, el sencillo "Ninin Sankyaku" será lanzado el 25 de junio.

## Discografía

### Singles
1. VS (29 de marzo, 2006) - #4 32.920 copias vendidas
2. Kojin Jugyō (個人授業 Kojin Jugyou?) (10 de mayo, 2006) - #15 14.084 copias vendidas
3. SPEEDRIVE (スピードライブ?) (12 de julio, 2006) - #21 9.797 copias vendidas
4. Lovely Cat's Eye (ラブリー♡キャッツアイ?) (1 de noviembre, 2006) - #14 14.682 copias vendidas
5. Hot Time/ A. ~answer~ (ホットタイム／A.__～answer～?) (7 de febrero, 2007)
6. Pochi (ポチ?) (16 de mayo, 2007)
7. Zasetsu Chiten (挫折地点?) (12 de septiembre, 2007)
8. Juunin Toiro (十人十色?) (14 de noviembre, 2007)
9. Mugen Kigen (夢幻期限?) (30 de enero, 2008)
10. Ninin Sankyaku (二人三脚?) (25 de junio, 2008)
11. Kazoku no Hi / Aburazemi♀(Osaka Version)-Piano・Version- (家族の日/アブラゼミ♀(大阪バージョン)-ピアノ・バージョン-?) (29 de octubre, 2008)
12. Kyukon / ?cm (球魂/?cm?) (18 de febrero, 2009)

### Álbumes
1. never+land (28 de febrero, 2007)
2. Sei -say- (生 -say-?) (16 de julio, 2008)

#### Otros singles
- 11 eleven (Cyber X feat. misono) (28 de mayo, 2003)
- Tribute to Avril Lavigne-Master's Collection- (25 de octubre, 2006)
En este álbum tributo a Avril Lavigne por artistas japoneses, misono interpreta su primer single "Complicated".
- Álbum de covers; título por anunciarse (18 de abril, 2007)
- Mō sugu Christmas (もうすぐクリスマス?) (Mai Satoda with Gōda Kyōdai) (12 de noviembre, 2008)
- Bye-Bye (バイバイ?) (Mai Satoda with Gōda Kyōdai) (14 de enero, 2009)
- It's all Love! (Koda Kumi × misono) (31 de marzo, 2009)